# Bratanič
Bratanič je priimek v Sloveniji, ki ga je po podatkih Statističnega urada Republike Slovenije na dan 1. januarja 2010 uporabljalo 116 oseb in je med vsemi priimki po pogostosti uporabe uvrščen na 3.817. mesto.

## Znani nosilci priimka
- Borut Bratanič, zdravnik neonatolog
- Jasna Bratanič (1967—1995), alpinistka
- Rudolf Bratanič (1887—1962), arheolog, filolog, profesor, muzealec